# Hôtel Pourfour du Petit
L’ hôtel Pourfour du Petit est un ancien hôtel particulier situé  7 rue Lacépède dans le 5e arrondissement de Paris .

## Histoire
L'hôtel fut construit en 1761 à l’emplacement de  deux anciennes maisons à l’enseigne de « l’Eléphant" pour Étienne Pourfour du Petit, fils du médecin anatomiste François Pourfour du Petit, lui-même doyen de la faculté de médecine de Paris en 1782.
Des opposants républicains à la monarchie de juillet, parmi lesquels Godefroy Cavaignac, frère du général Louis-Eugène Cavaignac, Armand Marrast et l’avocat Berryer, détenus à la prison Sainte-Pélagie située rue de la Clef, s’en évadèrent le 12 juillet 1834 par un souterrain qui reliait l’hôtel à la prison.
Au début du XXe siècle l’ancien hôtel servit de bureaux à la distillerie Bardin et Perraud.

## Architecture
L’hôtel entre cour et jardin est précédé d’un bâtiment sur rue dont le portail est entouré de deux boutiques.
La partie centrale étroite de 3 travées est encadrée d’ailes arrondies aveugles placées en avant dont la plupart des ouvertures ont été bouchées.
Le décor sculpté comprend une frise décorative sous la corniche, un fronton triangulaire surmontant la travée centrale et un mascaron d’Hercule au-dessus de la porte d’entrée.
La surélévation du comble déséquilibre l’ensemble.